# Avisen.dk
Avisen.dk er en dansk tabloid-netavis, der oprindeligt blev drevet af Nyhedsavisen og senere Freeway ApS. Den har været 51 procent ejet af det LO ejede A-Pressen og 49 procent af Freeway. I dag er den 100% ejet af Freeway. Ansvarshavende chefredaktør er Per Kuskner. 
Politisk er Avisen.dk tværpolitisk med fokus på politik, nyheder og underholdning. Udover redaktionen suppleres der med nyhedsstof fra nyhedsbureauet Ritzau.